# Південно-Топарський кар'єр
Південно-Топарський кар'єр – гірничодобувне підприємство у Карагандинській області Казахстану, створене для розробки однойменного родовища вапняків.
Видобуток вапняків Південно-Топарського родовища ведеться з 1960 року, при цьому з плином часу сформували два кар’єрні поля – №1 (ділянки Топари І – VІ) розмірами 3,6х0,5 км та №2 (ділянки VII-VIII) розмірами 1,7х0,4 км. Виділене за проектом кар’єрне поле №3 (ділянки Топари XII-XIII) станом на 2020 рік до розробки не залучалось.
Первісно повна потужність Південно-Топарської копальні становила 6,3 млн тон вапняку-сирцю, з якого могли отримувати 5,54 млн товарної продукції. Споживачами виступали металургійні підприємства, де вапняк використовували як флюси, виробники вапна, а також Теміртауський електрометалургійний завод, де на основі вапняку провадилась виплавка карбіду кальцію. На початку 2000-х років на тлі зменшення попиту на вапняк для флюсів річну продуктивність кар’єру скоригували до 1,24 млн тон по сирцю та 1,2 млн тон по товарній продукції.
Початкові балансові запаси родовища визначили на рівні 272 млн тон. Станом на початок 2019-го за ним рахувались залишкові запаси у 162 млн тон (з них 23 млн тон на ділянці кар’єрного поля №3). Втім, незважаючи на такі значні обсяги, наприкінці 2010-х кар’єр потрапив у складне становище, оскільки головний споживач – металургійний комбінат «ArcelorMittal Temirtau» відмовився від закупівлі флюсів через цінову суперечку. В таких умовах власник Південно-Топарського кар'єру (а також згаданого вище Теміртауського електрометалургійного заводу) компанія «ТЭМЗ» прийняла в 2020-му рішення про припинення видобутку вапняку.
В 2023-му провели знесення центрального корпусу Південно-Топарського рудоуправління. Втім, анонсувалось, що на його місці встановлять модульну дробильно-сортувальну фабрику та відновлять виробництво.